# 16 Dywizja Strzelców (RFSRR)
16 Dywizja Strzelców – związek taktyczny piechoty Armii Czerwonej okresu wojny domowej w Rosji i wojny polsko-bolszewickiej.

## Formowanie i walki
Sformowana wiosną 1918 w rejonie Tambowa.
1 sierpnia 1920 dywizja liczyła w stanie bojowym 6437 żołnierzy z tego piechoty 4747. Na uzbrojeniu posiadała 132 ciężkie karabiny maszynowe i 42 działa. 
W dniu 20 września 1920 roku tuż przed wybuchem bitwy nad Niemnem razem z 11 DS należała do I rzutu 15 Armii Augusta Korka i obsadzała linię Świsłoczy.

## Dowódcy dywizji[3]
- Wasilij Kikwidze (31 maja 1918 – 11 stycznia 1919)
- Samuił Miedwiedowski (13 stycznia – 3 marca 1919)
- Robert Ejdeman (4 marca – 1 sierpnia 1919)
- Samuił Miedwiedowski (2 maja 1919 – 17 maja 1922)

## Struktura organizacyjna
Skład w sierpniu 1920:
- 46 Brygada Strzelców
  - 136 pułk strzelców
  - 137 pułk strzelców
  - 138 pułk strzelców
- 47 Brygada Strzelców
  - 139 pułk strzelców
  - 140 pułk strzelców
  - 141 pułk strzelców
- 48 Brygada Strzelców
  - 142 pułk strzelców
  - 143 pułk strzelców
  - 144 pułk strzelców